# Bocksrück (Pfälzerwald)
Der Bocksrück ist ein Berg im Pfälzerwald und zugleich dessen am weitesten nördlich liegende Erhebung.

## Geographie

### Lage
Der Bocksrück liegt m Stumpfwald, wie der nördliche Abschluss des Pfälzerwald heißt und stellt dessen am weitesten nördlich liegende Erhebung dar. Unmittelbar nördlich befindet sich die Börrstadter Senke, alternativ Kaiserstraßensenke genannt. Der Berg befindet sich inmitten des Donnersbergkreises. Die Nordwestflanke gehört zu Winnweiler, die Nordostflanke zu Börrstadt und die Südflanke zu Sippersfeld.

### Naturräumliche Zuordnung
Zusammenfassend folgt die naturräumliche Zuordnung des Bocksrück folgender Systematik:
- Großregion 1. Ordnung: Schichtstufenland beiderseits des Oberrheingrabens
- Großregion 2. Ordnung: Pfälzisch-Saarländisches Schichtstufenland
- Großregion 3. Ordnung: Pfälzerwald
- Region 4. Ordnung (Haupteinheit): Unterer Pfälzerwald
- Region 5. Ordnung: Stumpfwald

## Charakteristika
Beim Bocksrück handelt es sich um eine sanfte kuppenförmige Erhebung inmitten weiterer Hügel. Er ist weitgehend bewaldet. An seinem Fuß befinden sich größere Verebnungsflächen, in denen Ackerbau und Grünland bewirtschaftungbetrieben wird.

## Wirtschaft und Verkehr
Mitten über den Berg verläuft die Kreisstraße 39, die von Sippersfeld nach Alsenbrück-Langmeil führt. Seit 2014 existiert vor Ort der Windpark Bocksrück, der drei Windräder umfasst.

## Tourismus
Auf Waldwegen ist der Berg vergleichsweise gut erreichbar; potentieller Ausgangspunkt für Wanderungen ist die Kreisstraße 39. Der Fernwanderweg Nahegau-Wasgau-Vogesen führt über den Berg.